# Damina asz-Szarkijja
Damina asz-Szarkijja (arab. ‏دمينة الشرقية‎) – miejscowość w Syrii, w muhafazie Hims. W 2004 roku liczyła 1893 mieszkańców.